# Leptailurus serval kempi
Leptailurus serval kempi es una subespecie de  mamíferos carnívoros  de la familia Felidae.

## Distribución geográfica
Se encuentran en África: Uganda.